# Kleine Scheidegg
Il Kleine Scheidegg (2.061 m s.l.m.) è un valico alpino dello svizzero Canton Berna che collega le località di Lauterbrunnen e Grindelwald.

## Caratteristiche
Il toponimo significa piccolo spartiacque in contrapposizione con il valico Grosse Scheidegg.
Dal punto di vista orografico il valico separa le Alpi Bernesi (a sud) dalle Prealpi Svizzere (a nord).
La stazione di Kleine Scheidegg è posta lungo la ferrovia Wengernalpbahn ed è capolinea della ferrovia della Jungfrau; Kleine Scheidegg è anche fulcro di un ampio comprensorio sciistico.
Dal valico si ha un ampio panorama su alcune delle più belle montagne delle Alpi Bernesi quali l'Eiger, il Mönch e la Jungfrau.